# Montaguto
Montaguto je italská obec v provincii Avellino v oblasti Kampánie.
K 31. prosinci 2011 zde žilo 464 obyvatel.

## Sousední obce
Greci, Orsara di Puglia (FG), Panni (FG), Savignano Irpino